# Comté de Pendleton (Kentucky)
Pour les articles homonymes, voir Comté de Pendleton.
Le comté de Pendleton est un comté situé dans l'État du Kentucky aux États-Unis, fondé en 1799. Son siège est Falmouth. Lors du recensement de 2010, sa population était de 14 877 habitants.